# Judo en los Juegos Asiáticos de 2022
El torneo de judo en los Juegos Asiáticos de 2022 se realizó en Hangzhou (China), entre el 24 y el 27 de septiembre de 2023.
En total se disputaron en este deporte catorce pruebas diferentes, siete masculinas y siete femeninas.

## Resultados

### Masculino
| Evento  | Oro                                                | Plata                           | Bronce                                                                   |
| ------- | -------------------------------------------------- | ------------------------------- | ------------------------------------------------------------------------ |
| –60 kg  | Yang Yung-Wei China Taipéi                         | Lee Ha-Rim Corea del Sur        | Magzhan Shamshadin · Kazajistán · Chae Kwang-Jin · Corea del Norte       |
| –66 kg  | Ryoma Tanaka Japón                                 | Yondonperenlein Basjüü Mongolia | An Ba-Ul · Corea del Sur · Bayanmunj Narmandaj · Emiratos Árabes Unidos  |
| –73 kg  | Murodjon Yo'ldoshev Uzbekistán                     | Soichi Hashimoto Japón          | Behruzi Jojazoda Tayikistán Tsend-Ochiryn Tsogtbaatar Mongolia           |
| –81 kg  | Somon Majmadbekov Tayikistán                       | Lee Joon-Hwan Corea del Sur     | Abylaijan Zhubanazar · Kazajistán · Yuhei Oino · Japón                   |
| –90 kg  | Erlan Sherov · Kirguistán                          | Davlat Bobonov Uzbekistán       | Caramnob Sagaipov · Líbano · Aram Grigorian · Emiratos Árabes Unidos     |
| –100 kg | Muzaffarbek Turoboyev Uzbekistán                   | Batjuyag Gonchigsuren Mongolia  | Nurlyjan Sharjan · Kazajistán · Dzhafar Kostoev · Emiratos Árabes Unidos |
| +100 kg | Magomedomar Magomedomarov · Emiratos Árabes Unidos | Temur Rajimov Tayikistán        | Alisher Yusupov Uzbekistán Kim Min-Jong Corea del Sur                    |

### Femenino
| Evento | Oro                           | Plata                                       | Bronce                                                         |
| ------ | ----------------------------- | ------------------------------------------- | -------------------------------------------------------------- |
| –48 kg | Natsumi Tsunoda Japón         | Abiba Abuzhakynova · Kazajistán             | Guo Zongying China Halimajon Qurbonova Uzbekistán              |
| –52 kg | Diyora Keldiyorova Uzbekistán | Bishrelt Jorloodoi · Emiratos Árabes Unidos | Jung Ye-Rin Corea del Sur Ljagvasürenguiin Sosorbaram Mongolia |
| –57 kg | Lien Chen-Ling China Taipéi   | Momo Tamaoki Japón                          | Maysa Pardayewa Turkmenistán Park Eun-Song Corea del Sur       |
| –63 kg | Miku Takaichi Japón           | Tang Jing China                             | Esmigul Kuyulova · Kazajistán · Kim Ji-Jeong · Corea del Sur   |
| –70 kg | Shiho Tanaka Japón            | Mun Song-Hui Corea del Norte                | Gulnoza Matniyazova Uzbekistán Feng Yingying China             |
| –78 kg | Ma Zhenzhao China             | Rika Takayama Japón                         | Yoon Hyun-Ji Corea del Sur Iriskhon Kurbanbaeva Uzbekistán     |
| +78 kg | Kim Ha-Yun Corea del Sur      | Xu Shiyan China                             | Wakaba Tomita Japón Amarsaijan Adiyasuren Mongolia             |

## Medallero
| Núm. | País                   | Oro | Plata | Bronce | Total |
| ---- | ---------------------- | --- | ----- | ------ | ----- |
| 1    | Japón                  | 4   | 3     | 2      | 9     |
| 2    | Uzbekistán             | 3   | 1     | 4      | 8     |
| 3    | China Taipéi           | 2   | 0     | 0      | 2     |
| 4    | Corea del Sur          | 1   | 2     | 6      | 9     |
| 5    | China                  | 1   | 2     | 2      | 5     |
| 6    | Emiratos Árabes Unidos | 1   | 1     | 3      | 5     |
| 7    | Tayikistán             | 1   | 1     | 1      | 3     |
| 8    | Kirguistán             | 1   | 0     | 0      | 1     |
| 9    | Mongolia               | 0   | 2     | 3      | 5     |
| 10   | Kazajistán             | 0   | 1     | 4      | 5     |
| 11   | Corea del Norte        | 0   | 1     | 1      | 2     |
| 12   | Líbano                 | 0   | 0     | 1      | 1     |
| 12   | Turkmenistán           | 0   | 0     | 1      | 1     |
|      | TOTAL                  | 14  | 14    | 28     | 56    |